# Mary Poppins
Mary Poppins er en filmmusical fra 1964 produceret af Disney-studierne. Den er baseret på P.L. Travers' bogserie af samme navn og blev instrueret af Robert Stevenson. Filmen er lavet i en speciel musical-tegnefilm-stil (som Stevenson gentog syv år senere i Hokus Pokus Kosteskaft). Sangene er skrevet og komponeret af Sherman Brothers. Manuskriptet er udarbejdet af Bill Walsh og Don DaGradi.
Mary Poppins er en barnepige med magiske evner, som kommer til en dysfunktionel familie i London og bruger sine evner til at give familien nye kræfter. Hovedrollerne spilles af Julie Andrews og Dick Van Dyke. David Tomlinson og Glynis Johns medvirker i væsentlige biroller. Filmen blev optaget i Walt Disney Studier i Burbank, Californien.
Mary Poppins havde premiere den 27. august 1964 Den fik en strålende modtagelse og fik i alt 13 Oscar-nomineringer, hvilket er rekorden for en Disney-film. Blandt nomineringerne var bedste film, som filmen dog ikke vandt. I stedet modtog filmen fem andre Oscars: Oscar for bedste kvindelige hovedrolle til Julie Andrews, bedste musik, bedste sang for "Chim Chim Cher-ee", bedste klipning og bedste visuelle effekter. I 2013 blev filmen udvalgt til bevarelse af National Film Registry i USA af Library of Congress for sin "kulturelle, historiske og æstetiske betydning".

## Handling
1910 i det edwardianske London. Den ærkelondonske Bert (Dick Van Dyke) underholder folk i parken med sit enmandsorkester, da han fornemmer et skift i vinden. Derpå henvender han sig til seerne, som han tager med på en tur hen ad Cherry Tree Lane med stop ud for familien Banks' hus. Da familien Banks' uvorne børn, Jane og Michael, er løbet væk, siger barnepigen op i afmagt. Børnene afleveres tilbage af en politibetjent, og faderen, George Banks (George Tomlinson), skriver en annonce for at få ansat en ny, streng barnepige, mens børnene samtidig skriver en annonce for at få en sød og rar barnepige. Faderen river deres annonce i stykker og smider den i pejsen, hvor stumperne på magisk vis flyver op gennem skorstenen og ud i luften.
Den næste dag dukker en række ældre, stramtandede barnepiger op foran huset, mens børnene foragteligt ser på. Imidlertid blæser en voldsom stormvind bogstavelig talt køen af ansøgere væk, og i stedet ser Jane og Michael en ung og smuk barnepige, Mary Poppins (Julie Andrews), svæve ned fra himlen ved hjælp af sin paraply. Hun præsenterer sig roligt for George Banks med den igen hele annonce fra børnene og erklærer sig rede til at opfylde kravene, men lover samtidig den forbløffede Banks at tage børnene med fast hånd. Mens han undrer sig over, hvordan annoncen vendte tilbage, ansætter Mary Poppins sig selv og møder børnene, som bliver forvirrede over hendes opførsel og hendes bundløse taske, hvorfra hun trækker en række genstande op. Med en sang hjælper hun børnene med at rydde op, før de sammen går en tur i parken.
Uden for parken møder de Bert, der nu ernærer sig som fortovstegner og tegner forskellige enkle figurer. Mary Poppins bruger magi til at trylle de fire ind i en af scenerierne, som materialiserer sig som et animeret landskab. Børnene forlyster sig på en karrusel, mens Bert og Mary går en hyggelig tur, inden de sætter sig for at få serveret te af fire pingvintjenere. Mary Poppins fortryller karrusellens heste, som derefter deltager i et løb, som Marys hest vinder. Da hun bliver bedt om at beskrive sin følelse ved sejren, kommer hun op med ordet "Supercalifragilisticexpialidocious" (dansk version: "Superphantaphænomenogenialilistisk"). En regnbyge visker tegningen væk og bliver slutningen på gruppens eventyr. En anden dag, hvor de fire personer igen mødes, støder de ind i Marys joviale onkel Albert, der svæver i luften, fordi han ikke kan styre sin latter. Gruppen kommer ved Marys magi op til ham under loftet, hvor de holder et teselskab og fortæller hinanden vittigheder, som Mary dog finder barnlige. Måden, de kommer ned på igen, er, hvis en af dem tænker på noget trist, og det sker for onkel Albert, da Mary siger, at de skal hjem igen. Børnene lover Albert at komme på besøg igen, og Bert forsøger at fortælle en vittighed, der dog går helt i vasken, og han ender selv med at komme til at græde.
George Banks bliver mere og mere irriteret over den muntre stemning, der indfinder sig hos familien, og han overvejer at fyre Mary Poppins. Mary imødegår dette og foreslår ham i stedet at tage børnene med en tur i banken, hvor han arbejder. Her møder de Banks' chefer, Mr. Dawes og hans søn. Dawes presser Michael voldsomt til at sætte drengens to-pence i banken og tager egenhændigt mønten fra ham. Michael forlanger højlydt sine penge tilbage, hvilket andre kunder i banken misforstår, så de løber storm på kassen for at få deres penge ud. Jane og Michael flygter fra banken og farer vild i byen, inden de støder på Bert, der nu er skorstensfejer. Han eskorterer dem hjem, idet han forsikrer dem for, at deres far ikke er sur på dem, men har sine egne problemer at slås med. 
Moderen, Winifred, tager del i et kvindefrigørelsesmøde, og i mellemtiden fejer Bert familiens skorsten, og i den forbindelse kommer børnene på magisk vis op på husets tag, fulgt af Bert og Mary. Hen over byens tage sætter Bert gang i et forrygende dansenummer med skorstensfejerkoste; dansen ender dog med at blive afbrudt af den excentriske nabo, admiral Boom, der skyder fyrværkeri af mod kostene, der dratter ned i Banks' skorsten og fortsætter dansen inde i huset, hvor de først stopper, da George Banks kommer hjem. Han får et telefonopkald fra sin arbejdsgiver om at møde frem til en alvorlig irettesættelse. George taler derpå med Bert, der fortæller ham, at selv han naturligvis er nødt til at arbejde, er det også vigtigt, at han er sammen med Jane og Michael, mens de stadig er børn. For at komme ham i møde giver børnene ham den famøse to-pence, som George taknemmeligt modtager.
George går nu tilbage til banken, hvor han får en ydmygende opsigelse. Han kigger på på børnenes mønt for at finde ord og udbryder derpå "Supercalifragilisticexpialidocious", fortæller en af Alberts vittigheder, som han havde hørt fra børnene,  og går let om hjertet hjemad. Dawes funderer længe over vittigheden, men fatter omsider pointen og flyver op i luften, mens han griner. Den næste dag skifter vinden, og Mary Poppins må af sted. En glad George kommer hjem, hjælper børnene med at reparere en drage og tager hele familien med ud i parken for at sætte den i luften. I parken møder de Dawes' søn og andre bankfolk, der fortæller, at den gamle Dawes døde af grin. George bliver nu genansat som underdirektør. Mary Poppins ser, at hendes arbejde er afsluttet, og hun flyver væk igen, mens Bert tager afsked med hende, idet han beder hende om ikke at blive væk alt for længe.

## Rolleliste
- Julie Andrews som Mary Poppins
- Dick Van Dyke som Bert
- David Tomlinson som George W. Banks
- Glynis Johns som fru Banks
- Hermione Baddeley som Banks husholderske
- Reta Shaw som Banks kok
- Karen Dotrice som Jane Banks
- Matthew Garber som Michael Banks
- Elsa Lanchester som Katie Nanna
- Arthur Treacher som Constable Jones

### Danske stemmer (1995-udgaven)
Der er lavet mindst to danske versioner. I 1995 udkom en udgave med følgende besætning:
- Louise Fribo som Mary Poppins
- Lars Bom som Bert
- Lasse Lunderskov som George W. Banks
- Karin Wedel som Fru Banks
- Soffie Viemose som Jane Banks
- Mads Sætter-Lassen som Michael Banks
- Susanne Lundberg
- Grethe Mogensen
- Torben Zeller
- Mads Weyde

## Produktion
Den første bog i bogserien Mary Poppins udgjorde det primære forlæg for filmen. Ifølge DVD-udgivelsen i anledning af filmens 40 års jubilæum, var Walt Disneys døtre blevet helt forgabt i Mary Poppins bøgerne og de fik ham til at love at lave en film til dem. Disney forsøgte først at købe filmrettighederne til Mary Poppins fra P.L. Travers så tidligt som i 1938, men blev afvist, da Travers  mente, at en filmversion ville give en fortegnet version af hendes bøger. Dertil kom, at Disney, der dengang primært var kendt for sine tegnefilm, aldrig tidligere havde produceret en større biograffilm. I mere end 20 år forsøgte Disney jævnligt at overtale Travers til at lade ham producere en film om Mary Poppins. Det lykkedes ham endelig i 1961, selvom Travers krævede - og fik - vetoret over manuskriptet. Præproduktion og komponering af sangene tog omkring to år.
Travers fungerede som rådgiver på produktionen. Hun brød sig dog ikke om, at de mere skrappe sider af Poppins var udvisket i filmen, var ambivalent i forhold til musikken, og hadede brugen af animation i filmen, hvorfor hun afviste at lade Disney producere andre film baseret på Poppins-bøgerne. Hun protesterede mod en række elementer, der dog alligevel kom med i filmen. I stedet for nye sange til filmen ville hun have soundtracket til at bestå af velkendte sange fra den Edwardianske periode, hvor filmen foregår. Hun protesterede også mod en animeret scene. Disney afviste hendes protester, og henviste til bestemmelser i kontrakten, der gav ham det endelige ord om det færdige resultat. 
Julie Andrews, der medvirkede i sin første spillefilm efter en succesfuld karriere på teateret, fik hovedrollen som Mary Poppins. Andrews skulle have spillet Eliza Doolittle i filmen My Fair Lady, men Jack Warner havde anset hende for uegnet til rollen, selvom Andrews med succes havde spillet Eliza i musicalen på Broadway. Rollen var i stedet gået til Audrey Hepburn. Da Walt Disney rettede henvendelse til Andrews om rollen var Andrews tre måneder henne i en graviditet og det var derfor ikke sikkert, at hun kunne tage rollen. Walt Disney overbeviste hende om, at indspilningerne kunne vente indtil hun havde født. David Tomlinson, der også spillede Mr. Banks, lagde stemme til Marys talende paraply og flere andre voice-overs. 
Filmens musik og sange blev komponeret af The Sherman Brothers, der også var involveret i filmens udvikling. De foreslog bl.a., at filmens handling skulle ændres fra 1930'erne til viktoriatiden.
Disney fik Dick Van Dyke i birollen som Bert, grundet hans arbejde med The Dick Van Dyke Show. Van Dyke spillede også den ældre Mr. Dawes i filmen. Selvom Van Dyke generelt modtog positiv kritik for sin medvirken, anses Van Dykes forsøg på at tale cockney-engelsk for et af de værste forsøg herpå i filmhistorien, og nævnes ofte som et eksempel på, hvad skuespillere bør undgå. I en afstemning fra 2003 af filmmagasinet Empire om de værste filmaccenter, blev Van Dyke nr. 2 for sin rolle i filmen. Van Dyke har siden hævdet, at han blev instrueret af en Irer, der "ikke beherskede cockney bedre end jeg gjorde".
Filmen ændrede bogens handling på en række områder. For eksempel er det Mary, der kontrollerer vinden, da hun nærmer sig sit hus og ikke omvendt. Et andet eksempel er det faderen og ikke moderen, der har jobsamtalen med Mary. 
Forholdet mellem Travers og Disney er beskrevet i bogen Mary Poppins She Wrote, en biografi om Travers, skrevet af Valerie Lawson. Biografien danner basis for to dokumentarer om Travers, The Real Mary Poppins og Lisa Matthews' The Shadow of Mary Poppins. Forholdet mellem de to under filmens produktion er ligeledes blevet dramatiseret i filmen fra 2013, Saving Mr. Banks.
En række andre ændringer blev gennemført for at få historien til at passe til en biograffilm. I filmen er der kun to børn, Jane and Michael. De mere satiriske og mørke aspekter i bogen blev justeret til en mere lys og "Disney-agtig tone i filmen. Rollen som Mary Poppins i filmen spillet af Andrews er langt mere blid og mere sympatisk end den til tider temmelig kolde og til tider truende Mary Poppins i bøgerne. Bert, spillet af Van Dyke, var en sammenblanding af flere af Travers' karakterer. Travers krævede, at enhver antydning af en romance mellem  Mary og Bert blev udeladt, så teksten til "Jolly Holiday" kunne fremstå som fuldt ud platonisk venskab. Der er dog visse subtile antydninger om det modsatte i filmen.
Travers var oprindeligt forholdsvis positivt indstillet over for det færdige resultat, men skiftede senere holdning, da en foreslået opfølger ikke blev til noget i 1960'erne. Travers blev bitter over, hvorledes hun mente, at hun og bøgerne var blevet behandlet af Disney. Hun var så bitter over forløbet, at da hun i 1990'erne blev bedt om tilladelse til en musicalversion af bøgerne, så krævede hun, at kun britiske forfattere - og ingen der havde været involveret i filmatiseringen - måtte medvirke ved adapteringen til musical.

## Modtagelse
Filmen blev generelt positivt modtaget af kritikerne. Filmsitet Rotten Tomatoes rapporterede, at 100% af kritikerne gav filmen en "fin" ("fresh") bedømmelse, baseret på 43 anmeldelse med en score på 8.3/10. Site'ets sammenfattende bedømmelse er "Et luksuriøst moderne eventyr, der fejres for sine imponerende specialeffekter, iørefaldende sange og Julie Andrews legendariske præstation i titelrollen."
Variety roste filmen for musiksekvenserne og Julie Andrews præstation og særlig Dick Van Dyke. Time hyldede film og skrev: "Scenerne er luksuriøse, sangene har god rytme, historien vittig, men uden sentimentalitet og birollerne spilles til nær perfektion."
Kritikeren Drew Casper sammenfattede i 2011 indflydelsen fra Mary Poppins således: "Disney var lederen, hans musikalske fantasier, der blander animation og virkelighed for børn og barnet i de voksne er i sandhed fremragende. Mary Poppins (1964) var hans mesterværk. ... historien var elementær, endog triviel. Men med den yderste sofistikation ... og det højeste niveau af nytænkning karakteriserede filmens skabelse."

### Priser
| Priser                           | Priser             | Priser                                                               | Priser | Priser    |
| Pris                             | Dato for tildeling | Kategori                                                             | Modtager og nomineret                                                                                       | Resultat  |
| -------------------------------- | ------------------ | -------------------------------------------------------------------- | --- | --------- |
| Academy Awards                   | 5. april 1965      | Bedste film                                                          | Walt Disney og Bill Walsh                                                                                   | Nomineret |
| Academy Awards                   | 5. april 1965      | Bedste instruktør                                                    | Robert Stevenson                                                                                            | Nomineret |
| Academy Awards                   | 5. april 1965      | Oscar for bedste kvindelige hovedrolle                               | Julie Andrews                                                                                               | Vundet    |
| Academy Awards                   | 5. april 1965      | Bedste filmatisering                                                 | Don DaGradi og Bill Walsh                                                                                   | Nomineret |
| Academy Awards                   | 5. april 1965      | Bedste fotografering (farver)                                        | Edward Colman                                                                                               | Nomineret |
| Academy Awards                   | 5. april 1965      | Bedste scenografi (farver)                                           | Carroll Clark, William H. Tuntke, Emile Kuri og Hal Gausman                                                 | Nomineret |
| Academy Awards                   | 5. april 1965      | Bedste kostumer (farver)                                             | Tony Walton                                                                                                 | Vundet    |
| Academy Awards                   | 5. april 1965      | Bedste lyd                                                           | Robert O. Cook                                                                                              | Nomineret |
| Academy Awards                   | 5. april 1965      | Bedste klipning                                                      | Cotton Warburton                                                                                            | Nomineret |
| Academy Awards                   | 5. april 1965      | Bedste visuelle effekter                                             | Peter Ellenshaw, Eustace Lycett og Hamilton Luske                                                           | Vundet    |
| Academy Awards                   | 5. april 1965      | Bedste sang                                                          | "Chim Chim Cher-ee" — Richard M. Sherman og Robert B. Sherman                                               | Vundet    |
| Academy Awards                   | 5. april 1965      | Bedste musik                                                         | Richard M. Sherman og Robert B. Sherman                                                                     | vundet    |
| Academy Awards                   | 5. april 1965      | Bedste underlægnings eller behandling                                | Irwin Kostal                                                                                                | Nomineret |
| Golden Globe Awards              | February 8, 1965   | Best Motion Picture – Musical or Comedy                              | Robert Stevenson, Walt Disney og Bill Walsh                                                                 | Nomineret |
| Golden Globe Awards              | February 8, 1965   | Best Performance by an Actor in a Leading Role – Musical or Comedy   | Dick Van Dyke                                                                                               | Nomineret |
| Golden Globe Awards              | February 8, 1965   | Best Performance by an Actress in a Leading Role – Musical or Comedy | Julie Andrews                                                                                               | Vundet    |
| Golden Globe Awards              | February 8, 1965   | Best Original Score                                                  | Richard M. Sherman, Robert B. Sherman                                                                       | Nomineret |
| Grammy Awards                    | April 13, 1965     | Best Recording for Children                                          | Richard M. Sherman, Robert B. Sherman, Julie Andrews, Dick Van Dyke, Glynis Johns, David Tomlinson, Ed Wynn | Vundet    |
| Grammy Awards                    | April 13, 1965     | Best Original Score Written for a Motion Picture or Television Show  | Richard M. Sherman, Robert B. Sherman                                                                       | Vundet    |
| New York Film Critics Circle     |                    | Best Actress                                                         | Julie Andrews                                                                                               | Nomineret |
| Directors Guild of America Award |                    | Outstanding Directorial Achievement in Motion Pictures               | Robert Stevenson                                                                                            | Nomineret |
| Writers Guild of America Award   |                    | Best Written American Musical                                        | Don DaGradi og Bill Walsh                                                                                   | Vundet    |

## Musik
Buena Vista Records udgav et soundtrack til filmen på vinyl og kassettebånd. På grund af tidsbegrænsninger blev nogle sange redigeret (som "Step in Time" and "Jolly Holiday", "A Spoonful of Sugar"), men andre sange også havde passager af introduktionen til sangen ("Supercalifragilisticexpialidocious") eller hele slutninger ("Sister Sufragette", "Fidelity Fiduciary Bank", "A Man Has Dreams"). "Overturen" indeholdt også "Jolly Holiday", som var slettet i åbningsscenen, og senere genudgivet af Walt Disney Records, mens "Jolly Holiday" og "A Spoonful of Sugar" blev restaureret til deres fulde længde. Sangen blev skrevet af Richard og Robert Sherman, og de var inspireret af den edvardianske britiske varieté-musik.
Da musikken blev genudgivet i 1997 på CD, var en af diskenes analoge lydspor på en mono-udgave af filmens tema. Den er endnu ikke blevet udgivet i andre formater. I 2004 blev der udgivet en CD-udgave med 28-numre (som en del af et to-disk sæt) af Walt Disney Records, som en del af 40-års jubilæet for filmen i en særlig specialudgave. I 2014 (50-års jubilæet for filmens udgivelse) blev soundtracket udgivet i en tre-disk udgave sammen med Walt Disney "Legacy Collection"; denne udgave inkluderer også demoversioner af flere tidligere ikke-udgivne sange.

### Soundtrack
Alle sange blev skrevet af Richard M. Sherman og Robert B. Sherman.
| 1.            | "Overture" (Instrumental)            |                                                             | 3:01  |
| 2.            | "Sister Suffragette"                 | Glynis Johns                                                | 1:45  |
| 3.            | "The Life I Lead"                    | David Tomlinson                                             | 2:01  |
| 4.            | "The Perfect Nanny"                  | Karen Dotrice, Matthew Garber                               | 1:39  |
| 5.            | "A Spoonful of Sugar"                | Julie Andrews                                               | 4:09  |
| 6.            | "Pavement Artist"                    | Dick Van Dyke                                               | 2:00  |
| 7.            | "Jolly Holiday"                      | Julie Andrews, Dick Van Dyke                                | 5:24  |
| 8.            | "Supercalifragilisticexpialidocious" | Julie Andrews, Dick Van Dyke                                | 2:03  |
| 9.            | "Stay Awake"                         | Julie Andrews                                               | 1:45  |
| 10.           | "I Love to Laugh"                    | Dick Van Dyke, Ed Wynn, Julie Andrews                       | 2:43  |
| 11.           | "A British Bank (The Life I Lead)"   | David Tomlinson, Julie Andrews                              | 2:08  |
| 12.           | "Feed the Birds (Tuppence a Bag)"    | Julie Andrews                                               | 3:51  |
| 13.           | "Fidelity Fiduciary Bank"            | "Navckid Keyd", Bankers, David Tomlinson                    | 3:33  |
| 14.           | "Chim Chim Cher-ee"                  | Dick Van Dyke, Julie Andrews, Karen Dotrice, Matthew Garber | 2:46  |
| 15.           | "Step in Time"                       | Dick Van Dyke and Cast                                      | 8:42  |
| 16.           | "A Man Has Dreams"                   | David Tomlinson, Dick Van Dyke                              | 4:28  |
| 17.           | "Let's Go Fly a Kite"                | David Tomlinson, Dick Van Dyke, The Londoners               | 1:53  |
| Total længde: | Total længde:                        | Total længde:                                               | 45:57 |

## Eksterne links
- Wikimedia Commons har flere filer relateret til Mary Poppins
- Mary Poppins på Internet Movie Database (engelsk)
- Mary Poppins på Filmdatabasen
- Mary Poppins på Scope
- Mary Poppins i Svensk Filmdatabas (svensk)
- Mary Poppins på AlloCiné (fransk)
- Mary Poppins på MovieMeter (nederlandsk)
- Mary Poppins på AllMovie (engelsk)
- Mary Poppins hos American Film Institute (engelsk)
- Mary Poppins' profil hos Encyclopædia Britannica Online (engelsk)
- Mary Poppins på Turner Classic Movies (engelsk)
- Mary Poppins Arkiveret 18. december 2013 hos  Wayback Machine

| Portal | Portal:Disney |